# Zoothera terrestris
El zorzal de Bonin o zorzal de Kittlitz (Zoothera terrestris) es una especie extinta de ave paseriforme de la familia Turdidae endémica de las islas Bonin. El único lugar donde se encontró fue la isla de Chichi-jima del archipiélago Bonin o Ogasawara. Se cree que podría haber habitado también en Anijima y Otōtojima, pero no se han registrado observaciones ni rastro de especímenes que lo confirmen. La especie solo fue observada por su descubridor, el naturalista Friedrich Heinrich von Kittlitz, quien la avistó en los bosques costeros, donde los individuos permanecían en el suelo, y probablemente anidaran en tierra. Los únicos cinco especímenes recolectados están en el centro Naturalis de Leiden, el Museo de Historia Natural de Viena, el Museo Senckenberg de Historia Natural de Fráncfort y en el Museo Zoológico de San Petersburgo.

## Extinción

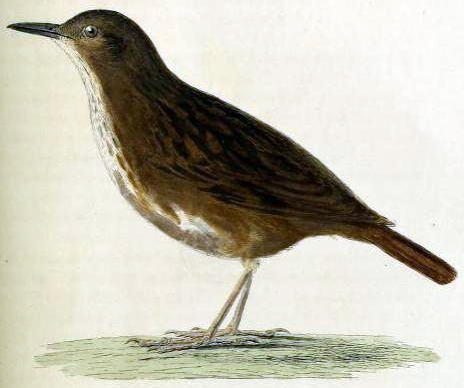
Ilustración de 1828

El zorzal de Bonin no está entre las aves observadas o recolectadas por la expedición de Beechey a su paso por Chichi-jima en 1827. Sin embargo, fue encontrado al año siguiente, cuando Kittlitz tomó cinco ejemplares y consideró que eran muy comunes en la zona. Se desconoce la razón de por qué Beechey no los encontró.
Siguiendo la sugerencia de dos marineros náufragos que estuvieron con Beechey en 1827 de que la isla fuera una estación de parada para buques balleneros, se construyó un asentamiento en 1830. Cuando la primera misión de Perry a Japón llegó a Chichi-jima en 1853 no encontraron al ave, por lo que el naturalista William Stimpson realizó otra expedición al año siguiente. En ambas solo encontraron ratas, cabras, ovejas, cerdos razorback, perros y gatos (los cerdos fueron encontrados por Kittlitz y puede que Beechey los hubiera dejado para posibles náufragos). Tal como el picogordo de Bonin, el zorzal de Bonin probablemente se extinguiera después de 1830 a causa de la introducción de mamíferos depredadores y la destrucción de su hábitat.